# Valle di Comino
Das Valle di Comino ist ein Tal in der Provinz Frosinone in Latium in Mittelitalien.

## Toponym
Der Ursprung des Namens Comino ist unter Sprachwissenschaftlern und Historikern umstritten. Nach vorherrschender Meinung ist Comino identisch mit der Siedlung Cominium, von der Titus Livius und Dionysios von Halikarnassos in ihren Berichten über den dritten Samnitenkrieg sprechen. Allerdings gibt es in der Gegend keinerlei Inschriften aus römischer Zeit, die diese These bestätigen könnten. In Urkunden und anderen schriftlichen Belegen aus dem Mittelalter wird die gesamte Gegend als Comino bezeichnet, so auch in Texten von Flavio Biondo und Leandro Alberti.
Val/Valle di Comino ist Bestandteil der amtlichen Bezeichnung der Gemeinde San Donato Val di Comino, der Comunità Montana Valle di Comino und der Unione dei comuni Val di Comino (= Verbandsgemeinde).

## Wirtschaft
In der Vergangenheit war das Tal durch den Anbau von Weizen, Mais und Luzerne sowie von Weinreben und Olivenbäumen geprägt. Qualitätswein und Olivenöl werden noch heute hergestellt. Da im Valle di Comino ausgezeichnetes Land für Bergwiesen vorhanden ist, ist selbst der Pastoralismus (Rinder und insbesondere Schafe) seit Jahrhunderten eine der Hauptaktivitäten: die Herstellung von Ricotta und Käse, die trotz des quantitativen Rückgangs dieser Aktivität immer noch bekannt sind. Der Tourismus beschränkt sich hauptsächlich auf die Bewohner der Nachbarregionen.